# Последњи чај
Последњи чај (мкд. Последниот чај) је роман македонске књижевнице Винке Саздове (мкд. Винка Саздова) објављен 2009. године у издању "Издавачког центра ТРИ". Српско издање књиге објавила је издавачка кућа Геопоетика издаваштво из Београда 2011. године у преводу Ристе Василевског.

## О аутору
Винка Саздова, македонска књижевница рођена је 10. августа 1956. године у Стрезовцу. Дипломирао је на Филозофском факултету у Скопљу, на одсеку за психологију. Радила је као новинар у дневном листу "Вечер", "Републици", издавачким кућама "Култура" и "Зурмпексу". Године 1999. основала је "Издавачки центар ТРИ". Од 2009. године посвећује се писању и од тада је објила романе Последњи чај (2009), Поља дивљих нарциса (2011), Понекад срећа дође (2013), Луна (2015) и Вилино (2019). Тренутно живи и ради у Скопљу и Охриду.

## О књизи
Роман Последњи чај је потрага за самом собом, можда и путопис о себи. Јунакиња Винке Саздове одлази из наизглед срећног и испуњеног живота, вођена интимним немиром, у нови живот који не изгледа бољи, чак делује застрашујуће. Пут који пролази, од тог страха до ослобођења од бола, се окончава захваљујући најјачој емоцији коју човек поседује – љубави. 
Последњи чај је прича о потрази једне жене да поново открије себе и пронађе нови смисао живота. Четрдесетогодишња јунакиња романа изненада напушта своју породицу – мужа и троје деце – и креће на духовно путовање далеко од куће у ашрам у Индији. Успева да се избори са својим демонима и постигне хармонију у себи, захваљујући подршци коју добија од људи са којима се упознаје и њиховим животним причама, као и сопственим сећањима која се појављују. Јунакиња ослобођена окова прошлости, коначно постаје спремна да прихвати живот и живи у садашњости, схватајући да је дом тамо где си ти.
Ауторка нам у прологу романа представља причу о јунакињи која је у преломном тренутку свог живота, када је покушавала да раскрсти са својом прошлошћу, уништила дневник из Индије. Желела је да у нови живот крене без прошлости и успомена. Касније је схватила да ослобађајући се терета успомена, уништила и најдрагоценији део себе. На тај начин се одрекла себе, својих снова, чежњи, долазака и одлазака. Упорно га је тражила по кући иако је знала да га је бацила.
Тада одлучује и да га заборави, као и тај део свог живота, Индију, и себе саму у тој епизоди живота. Индија тада почиње да куља из ње. И одлази да се суочи са њом...
Роман Последњи чај је прича и о нама, отвара и наше приче. Подстиче нас да се суочимо са животом и причама и прихватимо их онаквима какви јесу, било да су лепе или ружне. Спакуј се и иди! Где? Што даље. Зашто? Открити. Шта? Не питај. Усуди се и крени! Можеш ли!? Ако жена из Последњег чаја то може, можете и ви. Нека те она одведе на Тару, Елену, Савиту, Џиду, Тарун, Самир... себи. 

### Одељци у роману
Роман почиње Прологом, а подељен је у два одељака:
- Дуги повратак кући
- Блиска даљина